# 科隆方言
科隆方言（Kölsch）是德國城市科隆及其附近一帶的方言，屬於利普里安語的一種。科隆是德國少數擁有自己方言的城市。現在科隆語的使用者約有25萬人，他們也都會使用高地德語作為第二語言。此外在美國威斯康星州也有一個科隆語社區。